# Helmer-Christoph Lehmann
Helmer-Christoph Lehmann (6. März 1935 – 5. Dezember 2022) war Propst in der Nordelbischen Evangelisch-Lutherischen Kirche und Bürgerrechtler.

## Leben und Werk
Lehmann wurde am 6. März 1935 in Berlin geboren und dort 1941 in die Grundschule eingeschult. Nach 8 Jahren als Internatsschüler auf dem Internatsgymnasium Plön legte er 1956 sein Abitur ab. Zwei Jahre war er am Internatsgymnasium Plön Internatssprecher.
Sein Theologiestudium begann Lehmann 1956 in Kiel und schloss es nach 9 Semestern 1960 in Heidelberg ab. Während seines Vikariats von 1960 bis Ostern 1963 war er ein Halbjahr in Plön als Hilfslehrer im Fach Religion tätig, gefolgt von einem Auslandsjahr in der Evang.-Luth. Kirchengemeinde Triest/Italien. Er besuchte Anfang der 1960er Jahre zudem das Predigtseminar in Preetz, Holstein.
Im April 1963 heiratete er seine Frau Eva Franziska geb. Galle. Am 26. Mai 1963 wurde er in der Thomas-Kirche in Hamburg-Bramfeld ordiniert, wo er zunächst als Hilfsgeistlicher bis April 1964 tätig war. Anschließend wurde er Gemeindepastor in der Kirchengemeinde Volksdorf, ein Amt, das er von Mai 1964 bis April 2000 bekleidete. In dem mehr als Dritteljahrhundert seiner Gemeindetätigkeit taufte und konfirmierte Lehmann zahlreiche Kinder und Jugendliche aus den Hamburgischen Walddörfern und dem benachbarten Kreis Stormarn.
Vom Juli 1972 bis April 2000 war Lehmann zudem Propst im Kirchenkreis Stormarn. In dieser Funktion vertrat er den Kirchenkreis in geistlichen und politischen Gremien in Schleswig-Holstein und Hamburg, insbesondere der 1977 gegründeten Nordelbischen Evangelisch-Lutherischen Kirche. 1972 war er einer der Begründer der Kirchengemeinde Hoisbüttel (Gemeinde Ammersbek).
Lehmann war ein geschätzter Prediger, ein auch von politischen Gegnern respektierter Anwalt von in der Gesellschaft benachteiligten Gruppen - so engagierte er sich aktiv in der Behindertenarbeit, der kirchlichen Friedensarbeit und der Integration von Geflüchteten - und wurde zudem als begnadeter Rezitator und Vorleser auf kirchlichen und kulturellen Veranstaltung häufig eingeladen.
Als Theologe vertrat er einen entschieden christologischen Ansatz; sein soziales Engagement gründete in der Theologie der Großen Gerichtsrede und der Imitatio Christi.
Zu Ostern 2000 wurde Helmer-Christoph Lehmann als Propst in den Ruhestand verabschiedet, arbeitete aber noch über 22 Jahre ehrenamtlich in der Volksdorfer Gemeinde und dem Stadtteil u. a. als Prediger, Referent theologischer Gesprächskreise und als Mitbegründer und langjähriger Vorstand des Kulturkreises Walddörfer weiter. Lehrmann war Gründungsmitglied des Kulturkreises Walddörfer e.V., und dort von 2004 bis 2016 als 1. Vorsitzender tätig. Er war auch einer der Initiatoren des erfolgreichen Bürgerbegehrens zum Erhalt der Ohlendorff’schen Villa in Volksdorf und wirkte von 2013 bis zu seinem Tod als stellvertretender Vorsitzender der Stiftung Ohlendorff’sche Villa, unter deren Leitung diese Kultur- und Begegnungsstätte betrieben wird. Zudem blieb er als Seelsorger, Sterbebegleiter, in der Behindertenarbeit und als aktives Mitglied von Amnesty International tätig. Lehmann setzte sich zusammen mit einer Gruppe engagierter Bürger als Mitbegründer des Fördervereins St. Gabriel, Volksdorf e.V. für den Erhalt der Volksdorfer Kirche St. Gabriel als Kulturkirche ein. Noch in hohem Alter fuhr er bei Wind und Wetter mit dem Fahrrad zu Gemeinde- und Freundesbesuchen.
Am 5. Dezember 2022 starb Lehmann nach kurzer schwerer Krankheit in Volksdorf.

## Ehrungen
Am 6. März 2023 wurde ein Gedenkstein mit seinem Namen an der Auffahrt zur Villa Ohlendorff in Volksdorf unter großer Anteilnahme der örtlichen Bevölkerung verlegt.
Ein Stifterpreis zur Erforschung der Multiplen Sklerose trägt seinen und den Namen seiner Frau.

## Veröffentlichungen (in Auswahl)
- Ökumenische Solidarität? In: Der Überblick. Zeitschrift für ökumenische Begegnung und internationale Zusammenarbeit.
- Die Ankündigung der Geburt Johannes des Täufers an den Priester Zacharias. In: Volksdorfer Zeitung, 57, August 2021
- Lesepredigten